# Saloca gorapaniensis
Saloca gorapaniensis is een spinnensoort in de taxonomische indeling van de hangmatspinnen (Linyphiidae).
Het dier behoort tot het geslacht Saloca. De wetenschappelijke naam van de soort werd voor het eerst geldig gepubliceerd in 1983 door Jörg Wunderlich.